# Dupovci
Dupovci är en förstörd befolkad plats i Bosnien och Hercegovina.   Den ligger i entiteten Federationen Bosnien och Hercegovina, i den centrala delen av landet, 14 km väster om huvudstaden Sarajevo. Dupovci ligger 560 meter över havet och antalet invånare är 264.
Terrängen runt Dupovci är huvudsakligen kuperad, men söderut är den bergig. Runt Dupovci är det ganska tätbefolkat, med 93 invånare per kvadratkilometer.. Närmaste större samhälle är Sarajevo, 13,5 km öster om Dupovci. 
I omgivningarna runt Dupovci växer i huvudsak blandskog.